# JCM
JCM is een historisch merk van motorfietsen.
JCM: Joël Corroy Moto. 
Joël Corroy is een Franse ex-trialrijder die in zijn motorzaak in Vesoul in 1984 200 trialmotoren bouwde. In 1985 waren dat er al 400 en al snel moest hij de productie overplaatsen naar de firma Streit S.A. in Santoche. Streit nam JCM in 1987 over. Er werden verschillende motorblokjes ingebouwd, onder andere Tau, Moto Villa en GasGas.